# Foglianise
Foglianise – miejscowość i gmina we Włoszech, w regionie Kampania, w prowincji Benewent.
Według danych na I 2009 gminę zamieszkiwało 3550 osób przy gęstości zaludnienia 302,4 os./1 km².